# Beto O'Rourke
Robert Francis "Beto" O'Rourke (El Paso, 26 de setembro de 1972) é um empresário e político norte-americano. Filiado ao Partido Democrata, foi membro da Câmara dos Representantes, representando o 16.º distrito do Texas.
Na juventude, O'Rourke teve uma breve carreira musical, tocando em bandas de punk rock. Em 1995, graduou-se pela Universidade Columbia com um Bacharelado em artes. Após o término da faculdade, trabalhou com empresas provedoras de serviço de internet, fundando sua própria empresa do ramo em 1999.
O'Rourke entrou para a política em 2005 ao ser eleito membro do Conselho Municipal de sua cidade natal. Em 2012, elegeu-se para a Câmara dos Representantes, exercendo três mandatos consecutivos. Concorreu ao Senado em 2018, sendo derrotado por uma pequena margem pelo senador republicano Ted Cruz.

## Início de vida

### Família
Robert Francis O'Rourke nasceu em 26 de setembro de 1972 no Hotel Dieu Hospital em El Paso, Texas, sendo filho de Pat Francis O'Rourke e de sua segunda esposa Melissa Martha O'Rourke (née Williams). Possui ascendência irlandesa e galesa. O'Rourke tem duas irmãs mais novas; a caçula possui deficiência intelectual. Na infância, ganhou da família o apelido de "Beto", um apelido comumente utilizado em espanhol/português para os primeiros nomes que terminam em "-berto", inicialmente para distingui-lo de seu avô homônimo.
Sua mãe era dona de uma loja de móveis e era enteada de Fred Korth, secretário da Marinha do presidente John F. Kennedy. Seu pai serviu na Comissão do Condado de El Paso e como juiz de condado. Pat era um colaborador do governador do Texas, Mark White, e foi o chefe da campanha estadual de Jesse Jackson à presidência em 1984 e 1988 antes de mudar de partido, no início da década de 1990, concorrendo várias vezes a cargos eletivos, sem sucesso, como membro do Partido Republicano. Pat morreu em 2001, atropelado enquanto andava de bicicleta.

### Educação e juventude
Criado no bairro de Kern Place, El Paso, O'Rourke iniciou sua pré-escola na Escuela Montessori Del Valle e continuou sua educação na Escola Elementar Rivera e na Escola Elementar Mesita. Na adolescência, foi membro do grupo de hackers de computadores Cult of the Dead Cow, com a alcunha de "Psychedelic Warlord" ("Senhor da guerra psicodélico", em português). Em 1988, depois de dois anos na El Paso High School, matriculou-se na Woodberry Forest School, um internato apenas para meninos no Condado de Madison, Virgínia. Entre se formar no ensino médio e começar a faculdade em 1991, fez um estágio de verão no escritório do representante Ron Coleman no Capitólio dos Estados Unidos.
Em 1991, O'Rourke ingressou na Universidade Columbia. Na universidade, escreveu para o jornal estudantil Columbia Daily Spectator e, em seu penúltimo ano, foi co-capitão da equipe de remo pesado. O'Rourke não se envolveu em assuntos relacionados a política como universitário, e alguns de seus colegas posteriormente afirmaram que não viram nele alguém com inclinações para se tornar político. Em 1995, graduou-se com um diploma de bacharel em literatura inglesa; O'Rourke é fluente em espanhol.
Em maio de 1995, O'Rourke e seus amigos se esgueiraram por baixo da cerca das instalações físicas da Universidade do Texas em El Paso (UTEP) e foram presos pela polícia da universidade por roubo. Ficou preso durante a noite e pagou fiança no dia seguinte. Foi inicialmente acusado de roubo, mas a UTEP decidiu não dar queixa e os promotores retiraram as acusações contra O'Rourke e seus amigos em fevereiro de 1996. O'Rourke voltou a ser preso após um acidente de carro em setembro de 1998 por dirigir embriagado. As acusações foram rejeitadas em outubro de 1999 depois que ele concluiu um programa recomendado pelo tribunal; posteriormente, desculpou-se e assumiu sua responsabilidade.

## Carreira musical
Para mim, foi uma ótima oportunidade para ver o país. Você literalmente estava jogando para ganhar dinheiro, em um bar, em um clube ou no porão de alguém, e isso levaria você para a próxima cidade e o próximo show.

O'Rourke sobre a turnê com a Foss

O'Rourke e outros dois integrantes da banda Foss

Depois de ser apresentado ao Bad Brains quando era adolescente, O'Rourke tornou-se fã de música punk. O'Rourke, com dois amigos de El Paso, Mike Stevens e Arlo Klahr, aprenderam a tocar instrumentos musicais, e O'Rourke ficou responsável pelo baixo elétrico. O'Rourke se juntou à sua primeira banda, chamada Swipe, após deixar El Paso para estudar na Universidade Columbia, em Nova York. A Swipe fez shows em bares e clubes em Nova York e chegou a abrir um show para a banda de punk Fitz of Depression. Em 1991, o trio recrutou Cedric Bixler-Zavala, mais tarde membro da The Mars Volta, e juntos formaram a banda Foss.
O'Rourke embarcou em duas turnês com banda Foss na América do Norte durante suas férias de verão após seus dois primeiros anos na faculdade. O'Rourke e Klahr organizaram as turnês com a ajuda do Book Your Own Fucking Life, um guia publicado pela Maximumrocknroll que forneceu recursos e contatos para turnês de bandas. Em El Paso, para participar de um programa televisivo, a banda chegou a compor e tocar música gospel e rock cristão.
A Foss se desfez em parte por O'Rourke perceber que "não era muito bom naquilo". Mais tarde, afirmou que todos os integrantes da Foss tinham tido carreiras musicais de sucesso, confirmando que tinham talento, enquanto ele não. Além disso, O'Rourke afirmou que seu pai, que não gostava muito de seu hobby, o pressionou por conta dos empréstimos estudantis que a família fez para que estudasse em Columbia.
Depois de deixar a Foss, O'Rourke se apresentou com várias outras bandas, incluindo Fragile Gang, Swedes e Sheeps. Quando se tornou um político conhecido, revistas como a Spin e a Pitchfork Media avaliaram seu passado musical, enquanto vídeos da banda Foss tornaram-se mais conhecidos; um deles, de 1994 e postado no YouTube em 2017, chegou, até março de 2019, a 200 mil visualizações.

## Carreira profissional
Depois de se formar na faculdade, O'Rourke trabalhou em uma série de empregos em Nova York, exercendo atividades que foram de babá em tempo integral no Upper West Side, vivendo com uma família rica por alguns meses, a funcionário em uma empresa de tecnologia de seu tio. Posteriormente, afirmou que no final de 1995, insatisfeito com sua carreira, estava sofrendo de depressão. No início de 1996, passou a morar com outros três amigos em um loft no Brooklyn. Com a ambição de escrever ficção, conseguiu um emprego como revisor na H. W. Wilson Company, uma editora de livros, escrevendo contos e músicas em seu tempo livre. Cansado da rotina em Nova York, retornou a El Paso no verão de 1998.
Em El Paso, O'Rourke trabalhou com computadores como rastreador de estoque na loja de móveis de luxo de sua mãe enquanto morava em um apartamento pertencente a seu pai. Em 1999, co-fundou a Stanton Street Technology Group, uma empresa de desenvolvimento web. O primeiro cliente da empresa foi a loja de móveis de sua mãe. Quando O'Rourke foi eleito para o Congresso, sua esposa Amy ficou responsável pela empresa, vendendo-a em 2017, quando o marido anunciou sua candidatura ao Senado.
Entre 1999 e 2002, a Stanton Street Technology Group publicou um jornal on-line, brevemente impresso, denominado Stanton Street, baseado em periódicos alternativos como o The Village Voice e o New York Press. Em uma entrevista de 1998 para o jornal El Paso Times, afirmou que a criação de páginas da web estavam pagando "as contas", mas seu coração, apesar de perder dinheiro, estava na Stanton Street, pois publicar uma revista era seu sonho de longa data.
O'Rourke também foi sócio da Imperial Arms, uma empresa imobiliária, e ganhou de sua mãe em 2012 participação no shopping center Peppertree Square, com sede em El Paso. Sua declaração de rendimentos divulgada em maio de 2016 estimou entre 3,2 a 15,5 milhões de dólares como o valor de seus ativos nas empresas Stanton Street, Imperial Arms e Peppertree Square.
Como empresário, O'Rourke se envolveu fortemente com a comunidade de El Paso, integrando organizações cívicas como a Rotary Club e a United Way. Ainda, foi membro da Câmara Hispânica de Comércio de El Paso e do Instituto de Políticas e Desenvolvimento Econômico da UTEP. Em 2004, o El Paso Times o incluiu em sua lista de pessoas mais proeminentes no mundo dos negócios da cidade com menos de 40 anos de idade.

## Candidatura ao Senado
Concorreu ao Senado em 2018, sendo derrotado por uma pequena margem (48,3% a 50,9%) pelo senador republicano Ted Cruz.

## Candidatura à presidência
Anunciou sua intenção de concorrer à Presidência dos Estados Unidos no dia 14 de março de 2019, visando as Eleições de 2020, mas acabou desistindo da candidatura no dia 02 de novembro, dizendo que ficou claro que sua campanha não tinha recursos para continuar a busca pela nomeação do partido, em primárias. O candidato democrata acabaria sendo o ex-vice-presidente Joe Biden, confirmado na Convenção do Partido Democrata em 20 de agosto de 2020.